# Маргаритски ћубасти капуцин
Маргаритски ћубасти капуцин (Cebus apella margaritae) је подврста ћубастог капуцина (Cebus apella), врсте примата (Primates) из породице капуцина и веверичастих мајмуна (Cebidae). Према неким изворима ћубасти капуцин припада роду Sapajus, па је научно име ове подврсте Sapajus apella margaritae.

## Распрострањење
Ареал подврсте је ограничен на једну државу. Венецуеланско острво Маргарита је једино познато природно станиште подврсте.

## Станиште
Станиште подврсте су шуме. 

## Угроженост
Ова подврста је крајње угрожена и у великој опасности од изумирања.